# Veda Scott
Lindsey Kerecz (Providence, Rhode Island, 1 de enero de 1984) es una luchadora profesional estadounidense quien compite en el circuito independiente bajo el nombre de Veda Scott. Ha luchado para empresas independientes estadounidenses, incluyendo Ring of Honor, Shimmer Women Athletes y Absolute Intense Wrestling. También ha luchado internacionalmente en Canadá y Japón.

## Carrera

### Circuito independiente (2011-presente)
Debutó en mayo de 2011, y su primer combate tuvo lugar el 15 de mayo de 2011 en un evento de Horizon Wrestling Alliance, donde Daizee Haze la derrotó.
Scott comenzó a luchar para Absolute Intense Wrestling (AIW) el 29 de julio de 2011 con una derrota ante Cherry Bomb en Girls Night Out 4. En la segunda mitad de 2012, Gregory Iron empleó a Scott como su asesor legal, y ella lo ayudó a implementar una estipulación. que él, el "Héroe discapacitado", solo podía ser anclado con un conteo de cuatro en lugar de los tres estándar. El 23 de noviembre de 2012 en Hell on Earth 8, Iron y Scott derrotaron a los campeones defensores The Batiri (Kodama y Obariyon) para capturar el AIW Tag Team Championship. Conocidos juntos como Hope and Change, eran conocidos por haber ganado y defendido su título a través de medios nefastos, y por lo tanto acumularon defensas de título exitosas contra varios equipos, incluidos Batiri, Youthanazia (Prohibición de Josh y Matt Cross), el Old School Express (Jock Samson y Marion Fontaine) y los Jollyville Fuck-Its (Russ Myers y T-Money). Hope and Change siguió siendo campeón hasta Absolution VIII el 30 de junio de 2013, cuando perdieron sus títulos ante Batiri.
El 1 de marzo de 2013 en Girls Night Out 8, Scott ganó el la lucha del evento principal contra Addy Starr, Athena y Crazy Mary Dobson para ganar una oportunidad futura en el Compeonato Femenino de AIW. El 6 de octubre de 2013 en Girls Night Out 10, Scott perdió su lucha de campeonato del evento principal contra la campeona femenina de AIW Allysin Kay. El 7 de febrero de 2014 en #TGIF, Scott perdió una revancha por el título de Kay. El equipo de Scott con Iron comenzó a disolverse en noviembre de 2013, lo que resultó en una rivalidad entre ellos. Esto culminó cuando Scott derrotó a Iron en el evento principal de Steel Cage Match en Battle of the Sexes el 26 de julio de 2014.

### Shimmer Women Athletes (2011-2018)
Scott debutó en Shimmer Women Athletes en octubre de 2011, cuando luchó en un combate de equipo no emitido antes de las grabaciones en DVD del Volumen 41 y el Volumen 42. El primer combate emitido de Scott para Shimmer se produjo en el Volumen 44 ese mismo mes, donde perdió ante Taylor Made. En el Volumen 46, Scott obtuvo su primera victoria después de que su oponente Saraya Knight fuera descalificada.

### Ring of Honor (2012-2016)

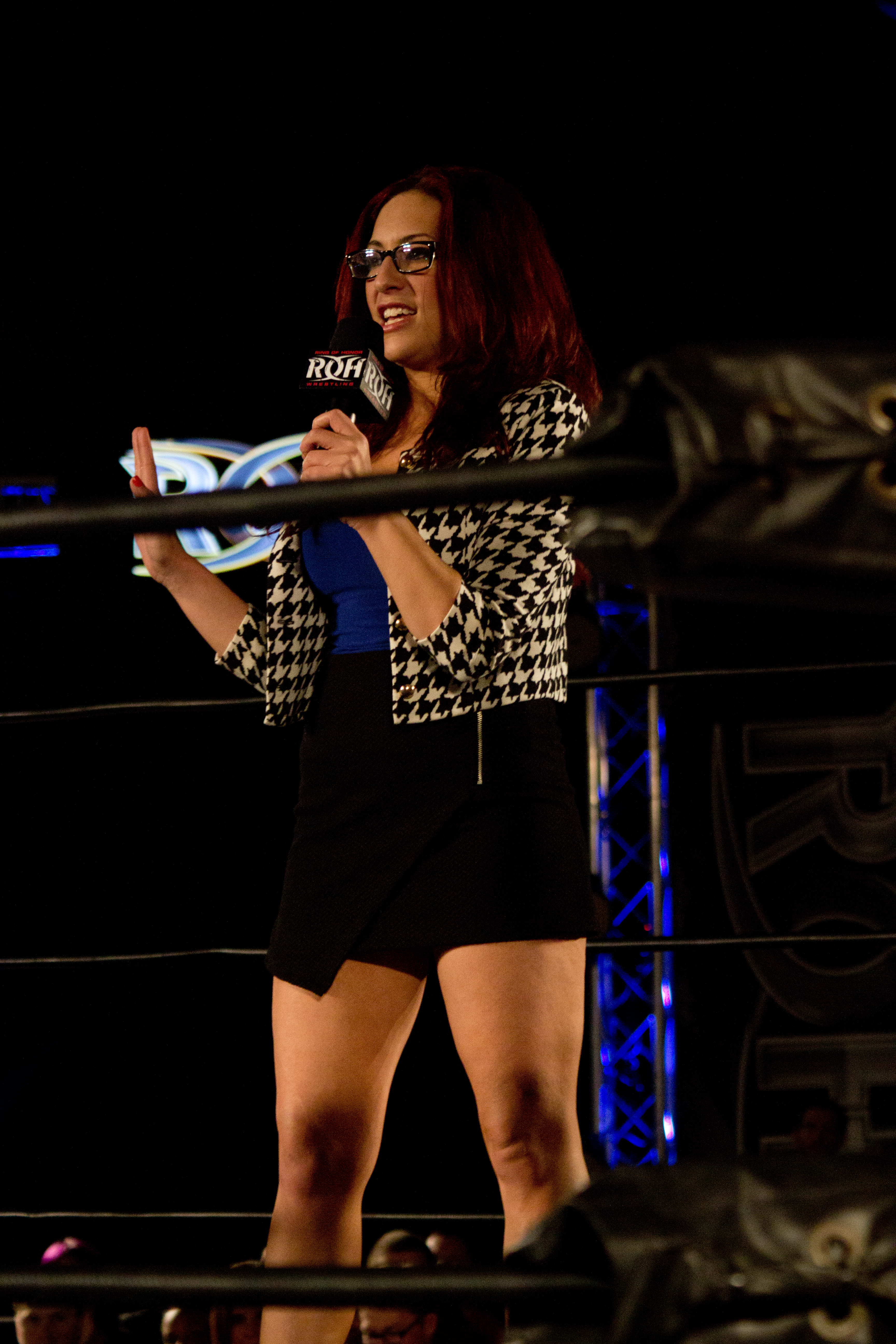
Scott hablando en un evento de Ring of Honor en 2014.

En enero de 2012, Scott debutó en ROH como entrevistadora detrás del escenario, desempeñando este papel durante todo el 2012 y en 2013, incluso en los episodios de televisión de ROH. A partir de febrero de 2013, además de sus tareas de entrevista, Scott comenzó a trabajar como comentarista para los combates femeninos en ROH. En el episodio del 23 de marzo de 2013 de ROH Wrestling, Scott fue tomado como rehén (kayfabe) por el grupo S.C.U.M., quien solo la liberó al acordar un acuerdo para los combates con S.C.U.M. vs el roster de ROH en el próximo episodio. En Supercard of Honor VII, Scott ayudó a evitar la interferencia de S.C.U.M. durante S.C.U.M. La lucha por el Campeonato Mundial de ROH del miembro Kevin Steen contra Jay Briscoe, lo que eventualmente llevó a que Briscoe capture el título.
El 6 de abril de, 2013 en ROH Wrestling, Scott entrevistó a MsChif, que acababa de perder por primera vez desde su regreso. En respuesta, MsChif atacó a Scott rociándole niebla en la cara. El 25 de mayo en el episodio de ROH Wrestling, Scott prometió venganza y su interferencia le costó a MsChif un combate de singles. En el episodio del 7 de julio de 2013 de ROH Wrestling, Scott tuvo su primera lucha televisado para ROH y perdió ante MsChif.
En enero de 2014, Scott entró en un storyline, donde ella comenzó a administrar RD Evans cuando comenzó a regodearse con su racha de victorias, que llamó la "Nueva racha". Como parte de la historia, ella lo pondría en juego con los compañeros de trabajo para ganar fácilmente En el ROH Regalos no autorizados: pago por evento de "Michael Bennett's Bachelor Party", Scott se asoció con Heather Patera y Leah von Dutch venciendo a Taeler Hendrix, "Crazy" Mary Dobson y Scarlett Bordeaux cuando Scott cubrió a Bordeaux después de un back-drop driver.
Scott comenzó a actuar como gerente de Cedric Alexander en Best in the World después de que este último atacara a Moose, que Scott había manejado previamente, cambiando a heel. El 2 de diciembre de 2016, Ring of Honor había anunciado el despido de Scott.

### Total Nonstop Action Wrestling (2014, 2016)
El 10 de mayo de 2014, Scott hizo su debut para Total Nonstop Action Wrestling en las grabaciones del pago por evento One Night Only Knockouts Knockdown de TNA, donde perdió ante Gail Kim. El 7 de noviembre de 2014 PPV, Scott compitió en TNA One Night Only: Knockouts Knockdown 2 perdiendo ante Gail Kim. 
El 22 de abril de 2016, Scott compitió en TNA One Night Only: Knockouts Knockdown 4 perdiendo ante Rosemary.

### All Elite Wrestling (2020)
Scott es parte del equipo de comentarios del AEW's Women's Tag Team Cup Tournament: The Deadly Draw, que comenzó el 3 de agosto de 2020.

## Vida personal
Kerecz estaba estudiando derecho durante su debut en la lucha profesional en 2011, y se graduó de la Facultad de Derecho de la Universidad de Drexel en 2012. También fue editora de Drexel Law Review.
Kerecz es vegetariana.
El año 2022 contrae matrimonio con el luchador profesional "SpeedBall" Mike Bailey.

## En lucha
- Movimientos finales
  - Plex Express (Back-drop driver)[35]

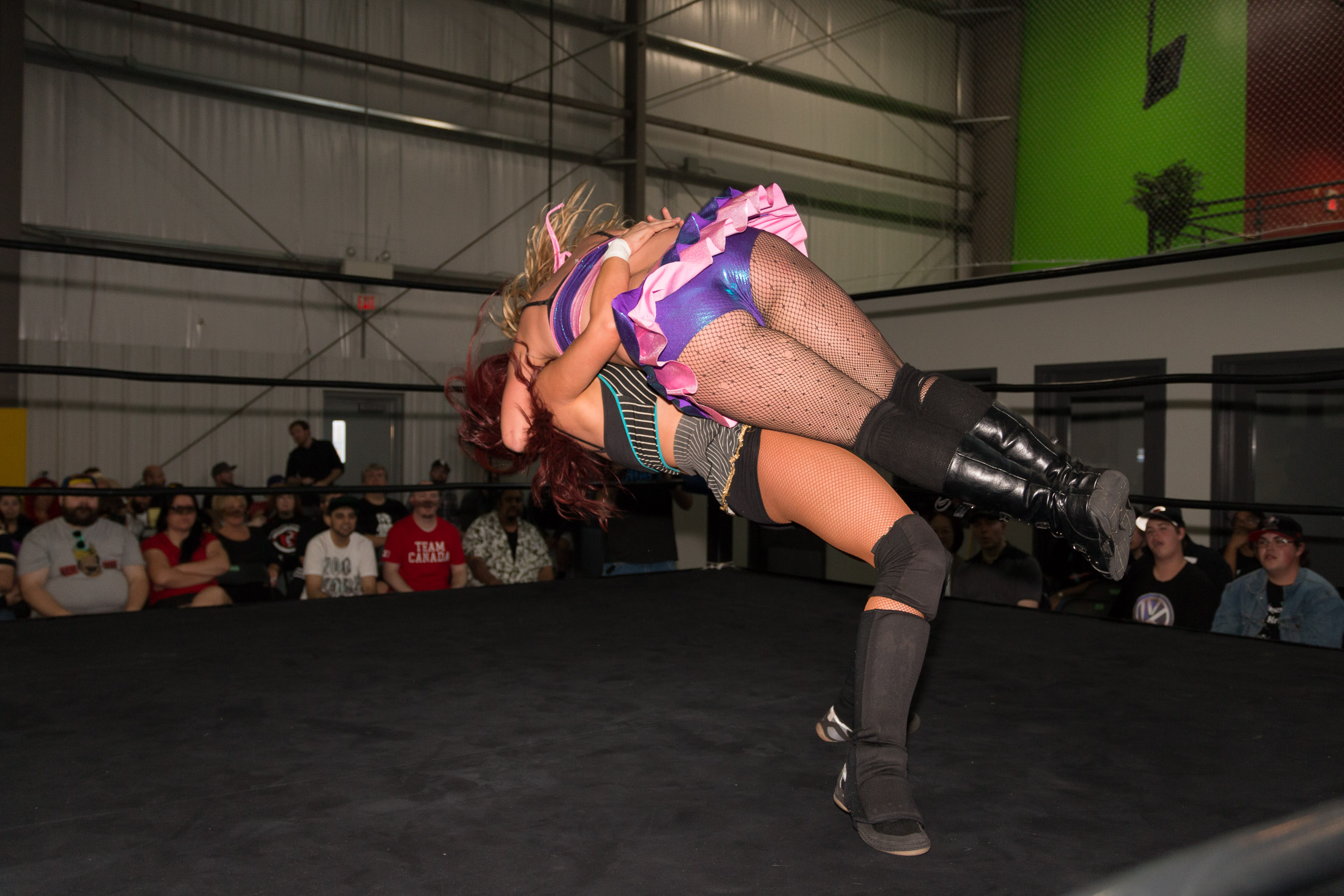
Scott aplicándole un saito suplex a Jewells Malone

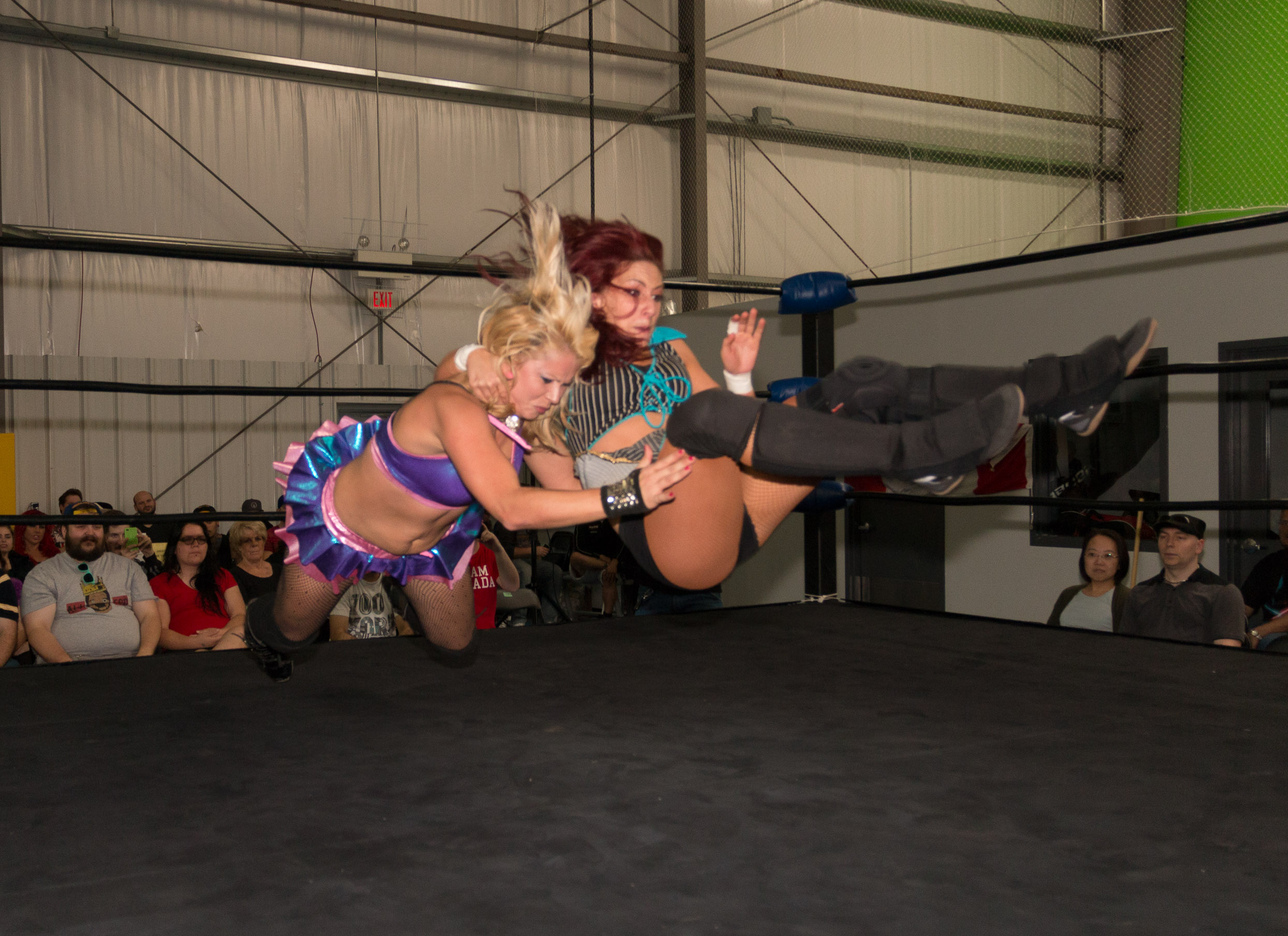
Scott aplicándole un bulldog portion de su springboard bulldog a Jewells Malone

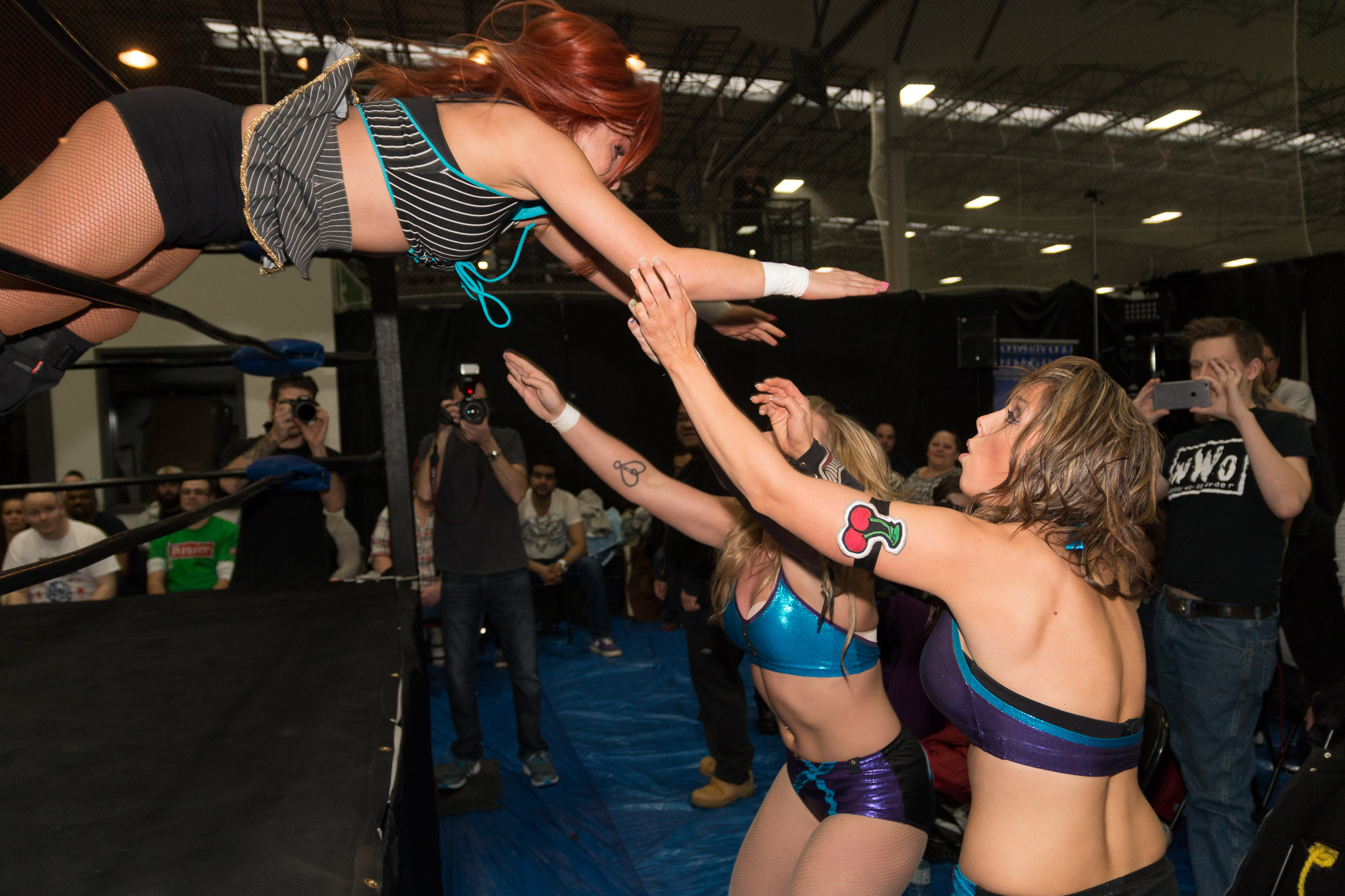
Scott aplicándole un suicide dive a Kimber Lee y Cherry Bomb

  - Q.E.D. (Snapmare driver) — adaptado por Daizee Haze
- Movimientos en firma
  - Law School (Modified Old School)
  - Bridging Saito suplex[34][39][40]
  - Diving clothesline[41][42]
  - Rolling wheel kick
  - Springboard bulldog[16][39][41]
  - Tornado DDT[15][39][41][43]
- Manager
  - Southside St. Clair[44][45]
- Luchadores manejados
  - Cedric Alexander
  - Moose
  - R.D. Evans
- Temas de entrada
  - "Riot Rhythm" de Sleigh Bells[46]
  - "Fembot" de Robyn[47]

## Campeonatos y logros
- Absolute Intense Wrestling
  - AIW Women's Championship (1 vez)[48]
  - AIW Tag Team Championship (1 vez) – con Gregory Iron[12]

- DDT Pro-Wrestling
  - Ironman Heavymetalweight Championship (1 vez)[49]

- Family Wrestling Entertainment
  - FWE Women's Championship (1 vez)

- Inspire Pro XX Division Championship
  - Inspire Pro XX Division Championship (1 vez)[50]

- Legacy Wrestling
  - Legacy Wrestling Women's Championship (1 vez)[51]

- Pro Wrestling Illustrated
  - Situada en el Nº50 en los PWI Female 50 de 2012[52]
  - Situada en el Nº43 en los PWI Female 50 de 2013[53]
  - Situada en el Nº42 en los PWI Female 50 de 2014[54]
  - Situada en el Nº33 en los PWI Female 50 de 2015[55]
  - Situada en el Nº46 en los PWI Female 50 de 2016[56]
  - Situada en el Nº47 en los PWI Female 50 de 2017[57]
  - Situada en el Nº95 en el PWI Female 100 en 2018.
  - Situada en el Nº98 en el PWI Female 100 en 2019.
  - Situada en el Nº95 en el PWI Female 100 en 2020.